# Ogerio Alfieri
Ogerio Alfieri (1230 circa – 1294 circa) è stato uno scrittore italiano, autore di una Cronaca della città di Asti.

## Biografia
Ogerio Alfieri apparteneva al ramo Alfieri dei consignori di Mombercelli, una delle famiglie nobili ghibelline più importante di Asti.

Ricoprì importanti cariche pubbliche in seno al Comune, tra cui le cariche di "sapiens" (nel 1292), quella di "sacrista Comunis" nel 1293 (cioè depositario degli atti pubblici) e fu parte attiva nella trascrizione delle carte del  "liber vetus", nel 1292, su ordine del Podestà Guglielmo Lambertini.

Guglielmo Ventura inoltre afferma che all'Alfieri venne affidata la custodia di un ricco padiglione (il Tentorium magnum), sottratto in guerra al marchese Guglielmo VII del Monferrato e trasportato trionfalmente in città, con venti buoi aggiogati.
 Ebbe un figlio, Bartolomeo.

## LaCronaca
(Dalla Cronaca di Ogerio Alfieri)
La Cronaca di Ogerio Alfieri, consta di 44 brevi frammenti che vanno dall'origine della città di Asti, al leggendario ampliamento della città da parte di Brenno nel 380 a.C., passando per gli scontri col Barbarossa, all'espansione delle casane astigiane fino al 1294 (probabile anno di morte dell'autore). I brevi capitoli sono scritti in un latino chiaro e semplice, con un linguaggio distaccato, quasi notarile. In questi scritti compaiono già termini in lingua volgare, come Francia, guerra, gabia, quarterium, segnorìa.
L'originale della Cronaca non è mai stato trovato, ma ne esistono una copia del XIV secolo e quattro copie posteriori tutte datate al XVI secolo. Quella più antica è inclusa nel Codex Astensis o de Malabayla. Delle quattro copie cinqucentesche,  due sono state utilizzate dall'abate Malaspina nei suoi "Scriptores", una copia venne trascritta dal monaco cistercense Lorenzo Salvai, la quarta è conservata presso L'archivio di Torino.

### Il panorama politico al tempo di Ogerio Alfieri
Nel XIII secolo, il Piemonte presenta una certa stabilità politica, Asti è nel periodo massimo della sua espansione territoriale, e il cronista può compiacersi della grandezza del comune. Il governo ha una netta prevalenza popolare, con la presenza però, al contrario di molte altre realtà cittadine, di rappresentanti della nobiltà locale.
 
Nel quadro, alcune volte stucchevole della grandezza di Asti, in alcuni passi della cronaca, cominciano ad emergere i malesseri che affliggeranno la società astigiana nei secoli a venire: le lotte civili e la sempre più ingombrante intromissione nella politica interna delle forze signorili esterne.
Non a caso il capitolo 41 si intitola "Di alcuni cittadini pieni di falsità, ignavia e inganno", asserendo che:

### La pubblicazione
La breve cronaca di Ogerio, probabilmente fa parte di una sua opera più vasta, che il poeta astigiano Antonio Astesano nel XV secolo aveva consultato interamente. Questa tesi è avallata da una postilla presente sulla copia della "cronaca", presso la biblioteca Consorziale Astense, fatta dall'abate Filippo Malabaila nel XVII secolo, che così annota: «Extracta de Cronca astensis edicta per Ogerium Alferium».
La cronaca, venne trascritta nell'XI tomo dei Rerum italicarum Scriptores, e in seguito fu raccolta nel volume V degli Historiae Patriae Monumenta, ordinata dal re Carlo Alberto di Savoia nel 1848.
Tra il 1903 e il 1906, su traduzione dei fratelli Ottolenghi, il prof. Vincenzo Ratti e alcuni studiosi astigiani, vennero pubblicati i frammenti di cronaca di Ogerio Alfieri con il Codex Astensis in lingua italiana.